# Syrisch alfabet

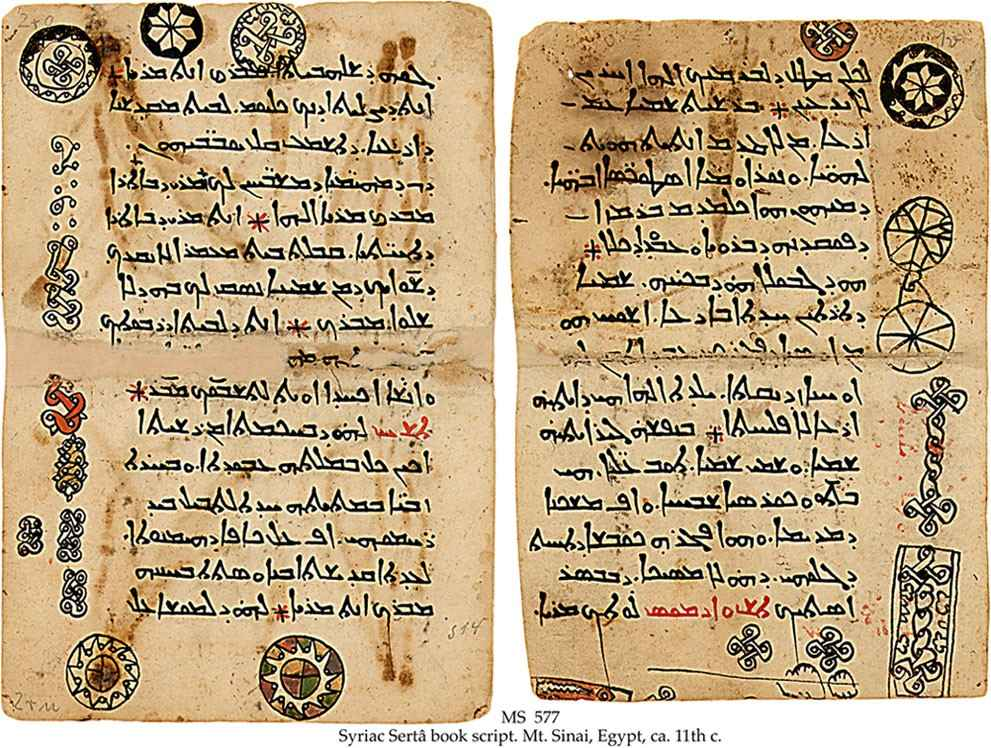
11e-eeuws boek in het West-Syrisch

Het Syrische alfabet (Aramees: ܐܠܦ ܒܝܬ ܣܘܪܝܝܐ, Olef Beth Suryoyo) is een alfabet dat afstamt van het Aramese alfabet en sinds de 2e eeuw v.Chr. gebruikt wordt om het Syrisch-Aramees te schrijven. Het is een van de Semitische abjads die afstammen van het Aramese alfabet en een modernere voortzetting daarvan.
Het West-Syrisch of het Serto wordt gebruikt door de westerse Syrische stroming. Het Nabatees alfabet (dat de basis vormde voor het Arabisch alfabet) was gebaseerd op deze vorm van Syrisch schrift. Ten slotte is er ook het Oost-Syrisch alfabet, Madenhoyo (oosters) of Swodoyo (hedendaags of conversationee) genoemd.

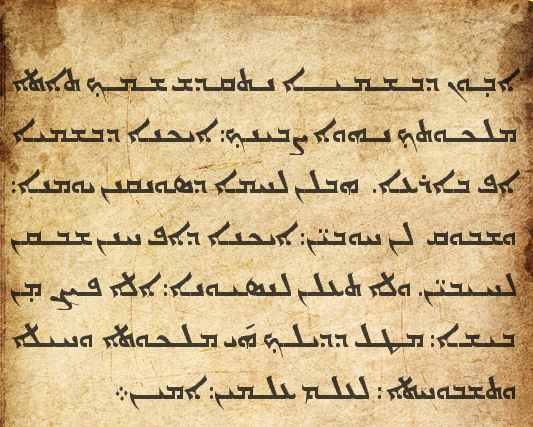
Onze vader in Estrangelo schrift in Aramees

Het Syrische alfabet is een directe continuatie van het Aramees en wordt gezien als de beste ontwikkeling binnen de Aramese taal. Grofweg 90% van de Aramese literatuur is in het Syrische alfabet geschreven. Het alfabet heeft 22 letters die medeklinkers vertegenwoordigen, waarvan er drie ook kunnen worden gebruikt om klinkers aan te duiden. De klinkergeluiden worden geleverd door het geheugen van de lezer of door optionele diakritische tekens. Syrisch is een cursief schrift waarbij sommige, maar niet alle, letters binnen een woord met elkaar verbonden zijn. Het werd gebruikt om de Aramese taal uit de 1e eeuw na Christus te schrijven.
De oudste en klassieke vorm van het alfabet heet Estrangelo. Hoewel Estrangelo niet langer wordt gebruikt als het hoofdscript voor het schrijven van Syrisch, wordt het digitaal wel gebruikt om te communiceren in het Aramees. Het Oost Syrisch Aramese dialect wordt meestal geschreven in de Madenhoyo-vorm van het alfabet, dat vaak wordt vertaald als "conversationeel" of ''hedendaags'', weerspiegelt het gebruik ervan bij het schrijven van Neo-Aramees. Het West Syrisch Aramese dialect wordt meestal geschreven in de Serto-vorm van het alfabet. De meeste letters zijn duidelijk afgeleid van Estrangelo, maar zijn vereenvoudigde, vloeiende lijnen.
De woorden Syrisch en Aramees werden voor zowel de taal als het alfabet gebruikt. Syrisch kan daarom refereren naar het Aramese dialect van Edessa. Vanwege zijn oorsprong in Edessa (Urfa) wordt het Syrisch ook wel Edessaans Aramees (Urhoyo) genoemd. Syrisch is een directe voortzetting en de beste ontwikkeling van het Aramees. Daarnaast kan Syrisch refereren naar de Aramese taal/schrift. De woorden Syrisch en Aramees werden synoniem met elkaar en werden door elkaar gebruikt. Niet alleen het dialect van Edessa wordt Syrisch genoemd. Zo wordt het Aramese dialect van Maaloula in het Aramees ''Siryon'' (Syrisch) genoemd, terwijl het niet het Syrische dialect van het Aramees is.
Het Aramese koninkrijk Osroene wordt gezien als het taalkundige thuisland van het Edessaans Aramees (Syrisch). De meerderheid van de inwoners van Osroene waren Arameeërs.

## Het alfabet
Syrisch wordt van rechts naar links geschreven. Het alfabet bestaat uit 22 letters. Er bestaan drie vormen van het alfabet. De oudste en klassieke vorm is het estrangelo (een term afgeleid van het Griekse στρογγυλη of strongylē, dat afgerond betekent).
| Unicode | Estrangelo (klassiek) | Madenhoyo (oostelijk) | Serto (westelijk) | Uitspraak |
| ------- | --------------------- | --------------------- | ----------------- | --------- |
| ܐ       |                       |                       |                   | Olaf      |
| ܒ       |                       |                       |                   | Beth      |
| ܓ       |                       |                       |                   | Gomal     |
| ܕ       |                       |                       |                   | Dolad     |
| ܗ       |                       |                       |                   | Hē        |
| ܘ       |                       |                       |                   | Waw       |
| ܙ       |                       |                       |                   | Zayn      |
| ܚ       |                       |                       |                   | Hēth      |
| ܛ       |                       |                       |                   | Teth      |
| ܝ       |                       |                       |                   | Yuth      |
| ܟ       |                       |                       |                   | Kof       |
| ܠ       |                       |                       |                   | Lomad     |
| ܡ       |                       |                       |                   | Miem      |
| ܢ       |                       |                       |                   | Noen      |
| ܣ       |                       |                       |                   | Semkat    |
| ܥ       |                       |                       |                   | 'E        |
| ܦ       |                       |                       |                   | Fe        |
| ܨ       |                       |                       |                   | Sode      |
| ܩ       |                       |                       |                   | Qof       |
| ܪ       |                       |                       |                   | Riesh     |
| ܫ       |                       |                       |                   | Shien     |
| ܬ       |                       |                       |                   | Tau       |

## HTML-codes
| ܕ       | ܓ       | ܒ       | ܐ       |
| &#1813; | &#1811; | &#1810; | &#1808; |
| ܚ       | ܙ       | ܘ       | ܗ       |
| &#1818; | &#1817; | &#1816; | &#1815; |
| ܠ       | ܟܟ      | ܝ       | ܛ       |
| &#1824; | &#1823; | &#1821; | &#1819; |
| ܥ       | ܣ       | ܢܢ      | ܡܡ      |
| &#1829; | &#1828; | &#1826; | &#1825; |
| ܪ       | ܩ       | ܨ       | ܦ       |
| &#1834; | &#1833; | &#1832; | &#1830; |
|         |         | ܬ       | ܫ       |
|         |         | &#1836; | &#1835; |

| ܲ        | ܵ        |
| &#1842; | &#1845; |
| ܸ        | ܹ        |
| &#1848; | &#1849; |
| ܼ        | ܿ        |
| &#1852; | &#1855; |
| ̈        | ̰        |
| &#776;  | &#816;  |
| ݁        | ݂        |
| &#1857; | &#1858; |
| ܀       | ܂       |
| &#1792; | &#1794; |
| ܄       | ݇        |
| &#1796; | &#1863; |